# Кобі Марімі
Кобі Марімі (нар. 8 жовтня 1991, Рамат-Ган) — ізраїльський співак і актор, який виграв шостий сезон ХаКохава Хаба та представляв Ізраїль на Пісенному конкурсі Євробачення 2019 року.

## Біографія

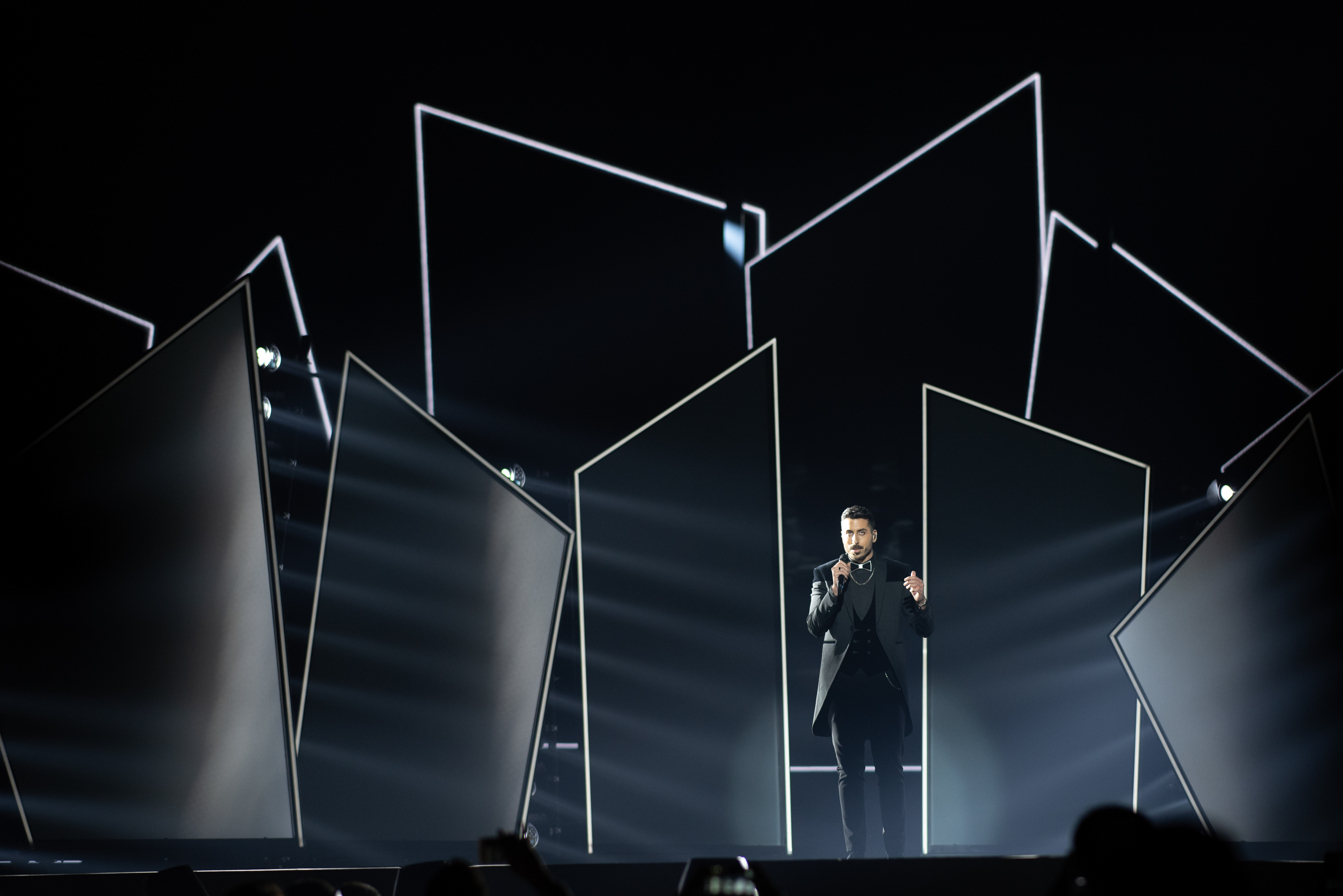
Кобі Марімі на сцені Євробачення 2019, Тель-Авів, Ізраїль

Яаков (Кобі) Марімі народився та виріс у Рамат-Гані, Ізраїль, у єврейській родині Мізрахі іраксько-єврейського походження. Марімі служив солдатом в Збройних силах Ізраїлю в Корпусі ад'ютантів. Навчався в акторській студії Nissan Nativ, під час навчання виступав у п'єсах «Кавказький крейдяний круг», «Комічна ілюзія та молитва». З моменту закінчення Кобі виступав у «Кожній живій потребі», «Скарб Шамбалу» і виконував роль Натана, за що отримав нагороду «Перспективний актор» на музичних святах 2017 року в Бат-Ямі. Це був його дебют ізраїльської опери. Окрім цього, Кобі працював ведучим пабу та касиром кінотеатру.

## Кар'єра

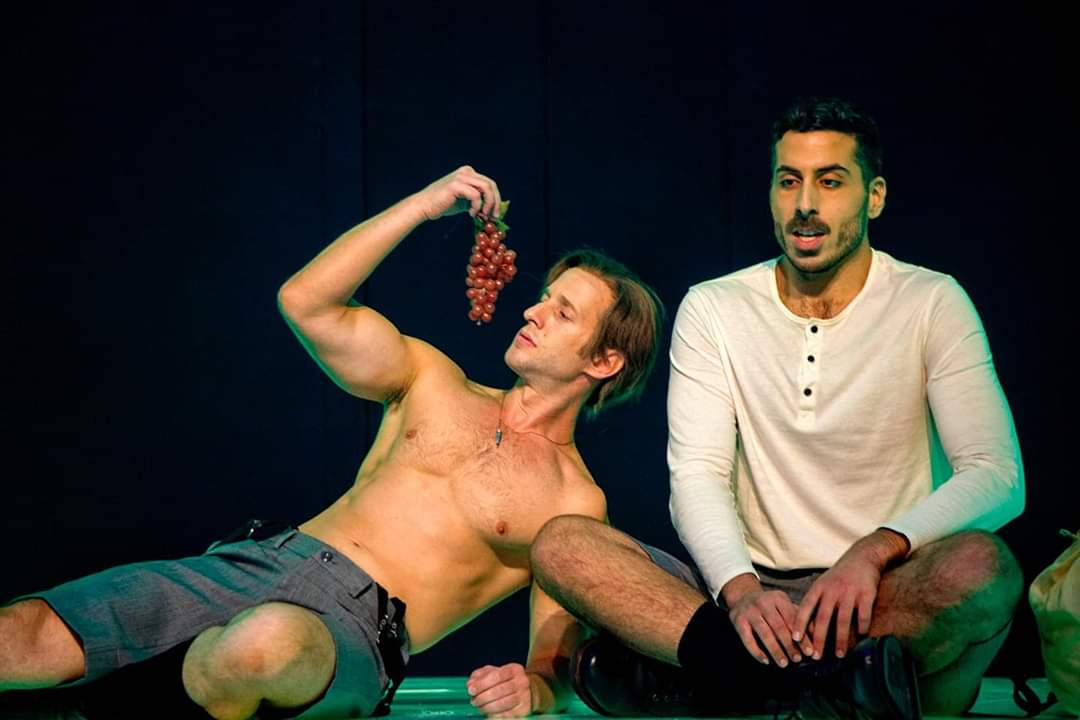
Кобі Марімі у ролі Ернеста у виставі «Пробудження весни»

Марімі виграв шостий сезон HaKokhav HaBa, що дало йому право представляти свою країну на Пісенному конкурсі Євробачення 2019 на рідній землі. На конкурсі співак виступив під 14 номером зі своєю піснею «Home», та посів 23 місце з 35 балами. 
У червні 2019 року Кобі почав виступати в ролі Ернеста в постановці «Пробудження весни» в Ізраїльському національному театрі «Хабіма». 
У вересні 2019 року співак випустив свій дебютний сингл «Yalla Bye».
26 січня 2020 року Марімі випустив третій сингл «Lo Levad».

## Дискографія

### Сингли
| Назва       | Рік  | Чарти | Альбом        |
| Назва       | Рік  | MF    | Альбом        |
| ----------- | ---- | ----- | ------------- |
| «Home»      | 2019 | 2     | Поза альбомом |
| «Yalla Bye» | 2019 | 1     | Поза альбомом |
| «Lo Levad»  | 2020 | 16    | Поза альбомом |